# Michał Bokiniec
Michał Bokiniec (ur. 6 czerwca 1930 w Milanowie, zm. 2003) – profesor doktor habilitowany, twórca i promotor andrologii klinicznej w Polsce, organizator i pierwszy kierownik Kliniki Rozrodczości i Andrologii Akademii Medycznej w Lublinie.
Członek Honorowy Polskiego Towarzystwa Andrologicznego. Członek PZPR od 1951. W latach 1979–1981 dyrektor w Państwowym Szpitalu Klinicznym nr 4 w Lublinie. Autor wielu prac naukowych i książek z zakresu medycyny i położnictwa.
Bokiniec ma ogromny wkład w rozwój andrologii, jako nowej dziedziny naukowej i specjalności medycznej w Polsce, działającej na styku endokrynologii, urologii, ginekologii, medycyny rozwojowej, seksuologii oraz wielu nauk podstawowych.
Od 2005 Polskie Towarzystwo Andrologiczne przyznaje corocznie Naukową Nagrodę Młodych im. Profesora Michała Bokińca za pracę naukową z dziedziny andrologii.

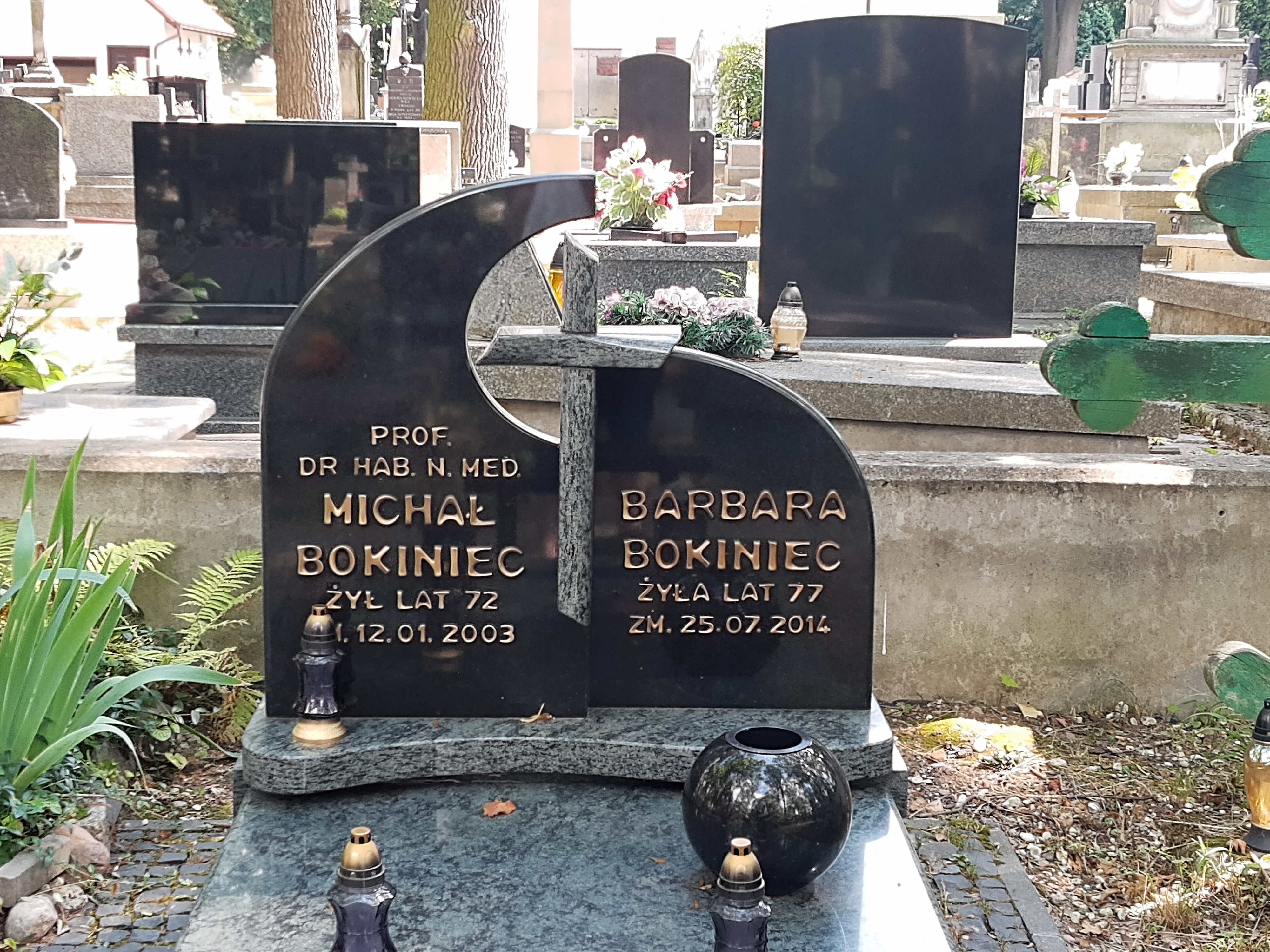
Grób prof. Michała Bokińca na cmentarzu przy Lipowej

## Nagrody za prace naukowe
Prof. Bokiniec był wielokrotnie nagradzany za prace naukowe na arenie międzynarodowej, m.in.:
- 1st European Congress of Andrology, L'Aquilla, Włochy, 2000. Nagrody dla pracy: Transrectal ultrasound of prostate and seminal vesicles in obstructive decrease of infertility. Autorzy: P. Wieczorek, M. Bokiniec, G. Jakiel, S. Bakalczuk, E. Korobowicz, Z. Bieganowska-Klamut (Lublin)[5]
- 7th International Congress of Andrology Montreal, Kanada, 2001. Nagroda dla pracy: 4-D endorectal ultrasound in diagnosis of obturative decrease of fertility. Autorzy: P. Wieczorek, E. Korobowicz, G. Jakiel, S. Bakalczuk, M. Przytuła-Piłat, M. Bokiniec, M. Semczuk (Lublin)[5]

## Książki naukowe
- Okresy życia kobiety. W: Pielęgniarstwo we współczesnym położnictwie i ginekologii (2002)[6]

## Wybrane prace i publikacje naukowe
współautor
- Andropauza. Medycyna Rodzinna 2/2002, s. 76–77[7]
- Menopauza. Medycyna Rodzinna 2/2002, s. 73–75[8]
- Starzejący się mężczyźni – wyzwanie dla lekarza i farmakologa. Rosnący problem społeczny. Ginekologia Polska, 1999, Nr 4 s. 7–11[6]
- Opieka profilaktyczna w ocenie kobiet ze środowiska wiejskiego (badania własne). Medycyna Wiejska, 1984, T.19, Nr 3 s. 153–158
- Przebieg porodu u kobiet po przygotowaniu psychoprofilaktycznym w szkole rodzenia. Wiadomości Lekarskie, 1986, T.39, Nr 17 s. 1164–1168
- Trening psychofizyczny w szkole rodzenia a równowaga kwasowo-zasadowa u rodzących. Ginekologia Polska, 1986, T.57, Nr 6, s. 432–436
- Wyniki homologicznego i heterologicznego zapłodnienia u niepłodnych par małżeńskich w przypadku braku penetracji śluzu szyjkowego. Ginekologia Polska, 1988, T.59, supl. s. 70–74
- Absolwenci Wydziału Pielęgniarskiego Akademii Medycznej w Lublinie o przedmiocie pielęgniarstwo położniczo-ginekologiczne. Probl. Szk. Nauk. Med. 1990, T.15, Nr 2, s. 122–126
- Bezdzietne małżeństwa a adopcja. Problemy Rodziny, 1991 R. 30 Nr 5 s. 32–37
- Workshop Nursing Project – kolejny etap polsko-belgijskiej współpracy w dziedzinie opieki pielęgniarskiej. Zdrowie Publiczne, 1992, T.103, Nr 7, s. 378–380
- Workshop Nursing Project – kolejny etap polsko-belgijskiej współpracy w dziedzinie opieki pielęgniarskiej. Pielęgniarstwo Polskie, 1993, Nr 4 s. 87–88
- Żylaki powrózka nasiennego i endosonograficzne zmiany narządów moczowo-płciowych mężczyzn z obniżoną wartością niektórych cech nasienia. Wiadomości Lekarskie, 1993 z. 19/20, s. 761–765
- Żywienie dzieci urodzonych po leczonej bezdzietności małżeńskiej. Pielęgniarstwo Polskie, 1994, Nr 1, s. 3–10
- Niektóre rutynowo badane cechy nasienia mężczyzn z niepłodnych par małżeńskich a stan narządów płciowych (prostaty, pęcherzyków nasiennych, jąder, nadjądrzy) w badaniu echosonograficznym. Annales UMCS Sect. D 1993 [druk] 1995 vol. 48 nr 2 s. 9–14
- Inseminacja domaciczna nasieniem przygotowanym metodą wykorzystującą gradient osmolarności roztworów. Ginekologia Polska, 1994, s. 63–64
- Inseminacja domaciczna wykonywana z powodu obniżonej płodności męskiej, w cyklach płciowych z samoistnym i stymulowanym jajeczkowaniem. Ginekologia Polska, 1995, T.66, supl. 2 s. 141–144
- Mężczyźni z bezdzietnych par małżeńskich wobec rozrodu wspomaganego i adopcji. Ginekologia Polska, 1995, T.66, supl. 2 s. 92–96
- Operacje laparoskopowe w przypadkach zespołu policystycznych jajników. Ginekologia Polska, 1995, T.66, supl. s. 97–102
- Pentoksyfilina w leczeniu mężczyzn z oligoasthenozoospermią. W: V Konferencja Naukowa Sekcji Andrologii Polskiego Towarzystwa Ginekologicznego, s. 33, 1995
- Wartość przezodbytniczej ultrasonografii skojarzonej z biopsją aspiracyjną cienkoigłową w przewlekłym zapaleniu stercza. Urologia Polska, 1995, supl. 3A s. 26
- Powikłania pierwszych 400 zabiegów laparoskopowych. Ginekologia Polska, 1996, T.67, supl. 2 s. 67–73
- Zastosowanie 6% roztworu hydroksylowej skrobi do profilaktyki zrostów otrzewnowych po operacjach laparoskopowych w miednicy mniejszej. Ginekologia Polska, 1996, T.67 supl. 2 s. 74–78
- Laparoskopia diagnostyczna w przypadkach niepłodności niewyjaśnionego pochodzenia. Ginekologia Polska, 1997, T.68, s. 175–178
- Propozycja punktowej oceny wyników testu Kurzroka-Millera dla potrzeb klinicznych analiz porównawczych. Ginekologia Polska, 1997, T.68, Nr 6, s. 463
- Zmiany endometrialne jajników towarzyszące donoszonej ciąży – opis przypadku. Ginekologia Polska, 1997 T.68, Nr 7, s. 334–336
- Wzajemne zależności stężeń hormonów przysadkowych w surowicy krwi mężczyzn z zaburzeniami płodności. Ginekologia Polska, 1998, T.69, Nr 6, s. 413–419
- Wpływ różnych metod suplementacji niedomogi fazy lutealnej na stężenie progesteronu w surowicy krwi pacjentki. Ginekologia Polska, 1998, T.69, Nr 12, s. 1207–1212
- Poziomy cynku w plazmie nasienia a ilość plemników w ejakulacie. Ginekologia Polska, 1998, T.69, Nr 6, s. 490–493
- Poziomy magnezu w plazmie nasienia mężczyzn z niepłodnych par małżeńskich. W: Magnez w środowisku człowieka. Prace naukowe IV Ogólnopolskiego Sympozjum Magnezologicznego, 1996. s. 25–29
- Wycięcie więzadła odbytniczo-macicznego prawego w leczeniu endometriozy miednicy mniejszej. Ginekologia Polska, 1996, T.67, supl. 2 s. 371
- Przydatność ultrasonografii przezodbytniczej dla oceny i leczenia azoospermii. Ultrasonografia, 1998, Nr 2 supl. s. 115
- Ocena niektórych parametrów nasienia u mężczyzn z obecnością dodatnich odczynów chlamydiowych. Annales UMCS, Section D, 2004 vol. 59, Nr 2, s. 61–64
- Przydatność endosonografii stercza, pęcherzyków nasiennych i baniek nasieniowodów w diagnostyce wrodzonych nieprawidłowości anatomicznych u niepłodnych mężczyzn. W: VII Konferencja Naukowa Sekcji Andrologii Polskiego Towarzystwa Ginekologicznego. Kazimierz Dolny n/ Wisłą. 2001